# The Body-Hat Syndrome
The Body-Hat Syndrome è il quarto album dei Digital Underground.

## Tracce
1. The Return Of The Crazy One
2. Doo Woo You
3. Holly Wanstaho
4. Bran Nu Swetta
5. The Humpty Dance Awards
6. Body-hats (Part One)
7. Dope-a-delic (Do-u-b-leeve-in-d-flo?)
8. Intermission
9. Wussup Wit The Luv
10. Digital Lover
11. Carry The Way (Along Time)
12. Body-hats (Part Two)
13. Circus Entrance
14. Jerkit Circus
15. Circus Exit (The After-nut)
16. Shake and Bake
17. Body-hats (Part Three)
18. Do Ya Like It Dirty?
19. Bran Nu Sweat This Beat
20. Wheee!